# 日本興亜生命保険
日本興亜生命保険株式会社（にっぽんこうあせいめいほけん / NIPPONKOA LIFE Insurance Co., LTD,）は、かつて存在した日本の生命保険会社。通称、日本興亜生命。NKSJホールディングスの傘下（旧日本興亜グループ）。
2011年10月1日に損保ジャパンひまわり生命保険に吸収合併され、NKSJひまわり生命保険（現・SOMPOひまわり生命保険）となり消滅した。

## 概説
2001年4月に日本火災パートナー生命と興亜火災まごころ生命が合併し誕生した日本興亜損害保険株式会社の100%子会社。
ソルベンシーマージン比率は2007年3月31日現在、2783.0％。格付投資情報センターの格付け評価はA+（保険金支払能力は極めて高く、部分的に優れた要素がある）。
2007年3月31日現在、保有契約高は4兆6154億円。2006年度収入保険料は795億円。
2010年4月に、親会社の日本興亜損害保険が損害保険ジャパンと経営統合したため、持株会社のNKSJホールディングス（現SOMPOホールディングス）の傘下である。損保ジャパンひまわり生命保険に吸収合併され、NKSJひまわり生命保険株式会社となった。現在の社名はSOMPOひまわり生命保険株式会社。

## 本店・営業部・支店
- 本店
- 法人営業部
- 北海道支店
- 東北支店
- 首都圏支店
- 関東支店
- 関越支店
- 中部支店
- 関西支店
- 中国四国支店
- 九州支店

## 不祥事
2003年11月6日、同社所属のある保険代理店が生命保険の販売に当たり、違法な保険募集（虚偽説明、重要事項の説明不足、無登録募集）を行っていたが、同社はそれを知りながら同代理店の違法行為を放置。これを重く見た金融庁により、同社は親会社の日本興亜損害保険と共に12日間の業務停止命令および業務改善命令の行政処分を言い渡された。
2005年10月後半、生命保険各社は相次いで保険金および給付金の不当不払いを発表。同社も11月1日に、合計で2件、金額にして22万6,000円の不当な不払いがあることを発表（給付金の不払いのみで、保険金の不払いはこの時点では未確認。）。
2007年に入ると、生命保険業界で不当不払い問題が新たに発覚し始めたため、同年2月1日に金融庁が日本の全生命保険会社（38社）に対して、2001年度～2005年度の5年間における不払いの実態調査を命令。同社は保険業法第128条に基づく「保険金等の支払状況に係る実態把握について」の報告命令を受け、同年4月13日に調査結果を発表。これによると、合計で392件、金額にして3,400万円が新たに不当不払いに該当していたことが判明。これについて現在、未完了の148件（金額にして1,500万円）の支払い手続きを進めている。なお、まだ528件が調査中となっている。また、同社は再発防止策を策定。